# Abbot Point
Abbot Point est un port en eaux profondes spécialisé dans l'exportation de charbon situé à 25 km au nord de Bowen dans le Queensland en Australie. 
En 2011, le port a été acquis pour 2 milliards de dollars la compagnie indienne privée Adani. 
Un projet d'extension du site est en cours de réalisation. Le projet d'extension fait face à une opposition qui met en avant l'impact sur l'environnement et les fonds marins, notamment de la Grande barrière de corail.